# Good Luck, Ruth Johnson
Good Luck, Ruth Johnson is de negende aflevering van het vijfde seizoen van de televisieserie ER, die voor het eerst werd uitgezonden op 10 december 1998.

## Verhaal
Dr. Corday moet voor de interne tuchtcollege verschijnen, voor het stellen van een foute diagnose dat het leven kostte van een patiënt. Zij vindt dat het draaien van 36 uur diensten onverantwoordelijk is, en zo fouten kan opleveren wat het leven kan kosten van patiënten. Zij wordt vrijgesproken voor haar fout, maar besluit wel om haar relatie met dr. Benton te beëindigen. 
Dr. Carter kan zijn werkzaamheden momenteel niet uitvoeren omdat zijn arm in een mitella ligt, dit doordat zijn schouder uit de kom is geweest. Hij wordt door het management gevraagd om voor gids te spelen voor Ruth Johnson, zij werd 100 jaar geleden geboren in dit ziekenhuis, en haar grote familie. Hij heeft hier in het begin niet veel zin in, maar hoe beter hij Ruth leert kennen, hoe meer sympathie hij voor haar krijgt.  
Dr. Benton observeert een cochleair implantatie door dr. Kotlowitz, toch besluit hij om te wachten voordat hij zijn zoon opgeeft voor deze operatie.
Hathaway behandelt een jongen die aangereden is door een auto, hij verklaart dat hij achterna gezeten werd door een man die zijn vriend net ervoor had neergeschoten. Later ontdekt zij de ware geschiedenis en dit schokt haar.
Dr. Greene dineert met dr. Lee, het nieuwe hoofd van de SEH, en er ontstaat iets moois tussen hen.

## Rolverdeling

### Hoofdrollen
- Anthony Edwards - Dr. Mark Greene
- George Clooney - Dr. Doug Ross
- Noah Wyle - Dr. John Carter
- Eriq La Salle - Dr. Peter Benton
- Laura Innes - Dr. Kerry Weaver
- Alex Kingston - Dr. Elizabeth Corday
- Jorja Fox - Dr. Maggie Doyle
- Matthew Glave - Dr. Dale Edson
- Sam Anderson - Dr. Jack Kayson
- David Brisbin - Dr. Alexander Babcock
- Mare Winningham - Dr. Amanda Lee
- Paul McCrane - Dr. Robert Romano
- Dennis Boutsikaris - Dr. David Kotlowitz
- John Aylward - Dr. Donald Anspaugh
- Gloria Reuben - Jeanie Boulet
- Kellie Martin - Lucy Knight
- Julianna Margulies - verpleegster Carol Hathaway
- Ellen Crawford - verpleegster Lydia Wright
- Yvette Freeman - verpleegster Haleh Adams
- Conni Marie Brazelton - verpleegster Connie Oligario
- Laura Cerón - verpleegster Chuny Marquez
- Bellina Logan - verpleegster Kit
- Deezer D - verpleger Malik McGrath
- Lily Mariye - verpleegster Lily Jarvik
- Dinah Lenney - verpleegster Shirley
- Emily Wagner - ambulancemedewerker Doris Pickman
- Lyn Alicia Henderson - ambulancemedewerker Pamela Olbes
- Abraham Benrubi - Jerry Markovic
- Kristin Minter - Randi Fronczak
- Demetrius Navarro - Morales

### Gastrollen (selectie)
- Julie Bowen - Roxanne Please
- Cress Williams - politieagent Reggie Moore
- Jesse James -  Wilson Geary
- Xander Berkeley - rechercheur Wilson
- Viveka Davis - Gilda Bernucci
- Jenette Goldstein - Judy Stiles
- Pat Skipper - Carl Dayton
- Anne Pitoniak - Ruth Johnson
- Keiko Agena - Mrs. Shimahara
- Peter James Smith - Mr. Shimahara